# بربارة هاريس (قسيسة)
بربارة هاريس (بالإنجليزية: Barbara Harris)‏ هي قسيسة أمريكية، ولدت في 12 يونيو 1930 في فيلادلفيا في الولايات المتحدة.

## وصلات خارجية
- بربارة هاريس على موقع الموسوعة البريطانية (الإنجليزية)
- بربارة هاريس على موقع الموسوعة البريطانية (الإنجليزية)